# Taliesin Jaffe
Taliesin Axelrod Jaffe (19 de janeiro, 1977) é um ator, dublador, diretor de dublagem e roteirista estadunidense, co-criador da websérie de Dungeons & Dragons, Critical Role.

## Biografia
Taliesin Jaffe nasceu em Los Angeles em 19 de janeiro de 1977, filho da atriz Nina Axelrod e neto do roteirista George Axelrod.

## Carreira
Jaffe dublou personagens de animes, como R.O.D the TV e Hellsing, e co-dirigiu a dublagem em inglês de Beck. Ele também escreveu diversos artigos e participou de palestras como orador convidado em universidades e bibliotecas.
Em 2015, Taliesin Jaffe co-criou a websérie de role-playing da qual participa, Critical Role, onde ele e outros colegas dubladores interpretam personagens em uma campanha de Dungeons & Dragons.

## Filmografia

### Anime
| Ano         | Título                             | Papel                      | Observação               | Fonte       |
| ----------- | ---------------------------------- | -------------------------- | ------------------------ | ----------- |
| 1991        | 3x3 Eyes                           | Fei-Oh, Frog Demon         |                          | [ 5 ]       |
| 2000        | NieA_7                             | Wakaba, outros             |                          | [ 5 ]       |
| 2001        | Hellsing                           | Leif                       |                          | [ 6 ]       |
| 2002        | I"s                                | Jun Koshinae               |                          | [ 6 ]       |
| 2002        | I My Me! Strawberry Eggs           | Mori Koji                  |                          | [ 5 ] [ 6 ] |
| 2003        | Ikki Tousen                        | Kannei Kouha, Shizen Ousou |                          | [ 6 ]       |
| 2003        | R.O.D the TV                       | Ryuji Kitayama             |                          | [ 6 ]       |
| 2004        | DearS                              | Takeya Ikuhara             | Sob o nome Talis Axelrod | [ 6 ]       |
| 2004        | Monster                            | Adolf Junkers              |                          | [ 6 ]       |
| 2004        | Paranoia Agent                     | Shinsuke Hatomura          |                          | [ 6 ]       |
| 2005        | Girls Bravo                        | Fake Poyon                 |                          | [ 6 ]       |
| 2005        | Gun Sword                          | Wild Bunch D, Buchi        | Episódios 1 e 3          | [ 6 ]       |
| 2006        | Black Cat                          | Preta Ghoul                |                          | [ 6 ]       |
| 2006        | Kamichu!                           | Akikan Korogashi           |                          | [ 6 ]       |
| 2006 - 2009 | Hellsing Ultimate                  | Wild Geese                 |                          | [ 7 ]       |
| 2009        | One Piece                          | Basil Hawkins              | Sob o nome T. Axelrod    | [ 6 ]       |
| 2011 - 2014 | Mobile Suit Gundam Unicorn         | Aaron Terzieff             |                          | [ 6 ]       |
| 2012        | Aquarion EVOL                      | Kagura Demuri              |                          | [ 6 ]       |
| 2012        | Fairy Tail: A Sacerdotisa de Fênix | Dist                       |                          | [ 6 ]       |
| 2014        | Kuroshitsuji                       | Arthur Conan Doyle         |                          | [ 6 ] [ 2 ] |
| 2014        | Dragon Ball Z: Battle of Gods      | Sushi Chef                 |                          | [ 6 ]       |
| 2019        | One Piece: Stampede                | Basil Hawkins              | Sob o nome T. Axelrod    | [ 6 ] [ 8 ] |

### Live-action
| Ano             | Título        | Papel | Observação                  | Fonte        |
| --------------- | ------------- | --- | --------------------------- | ------------ |
| 1983            | Mr. Mom       | Kenny Butler |                             | [ 2 ]        |
| 2015 - presente | Critical Role | - Percival "Percy" Fredrickstein von Musel Klossowski de Rolo III (Campanha 1 - Vox Machina) - Mollymauk Tealeaf, Caduceus Clay (Campanha 2 - The Mighty Nein) - Ashton Greymoore (Campanha 3) | Co-criador, websérie de RPG | [ 9 ] [ 10 ] |

### Jogos eletrônicos
| Ano  | Título                            | Papel                   | Observação | Fonte |
| ---- | --------------------------------- | ----------------------- | ---------- | ----- |
| 2004 | Final Fantasy IV                  | Edge                    |            | [ 6 ] |
| 2006 | Valkyrie Profile 2: Silmeria      | Rufus                   |            | [ 6 ] |
| 2009 | Street Fighter IV                 | Blanka                  |            | [ 6 ] |
| 2010 | Super Street Fighter IV           | Blanka, Adon            |            | [ 6 ] |
| 2012 | Street Fighter X Tekken           | Blanka                  |            | [ 6 ] |
| 2013 | Final Fantasy XIV: A Realm Reborn | Thancred                |            | [ 6 ] |
| 2014 | Ultra Street Fighter IV           | Blanka, Adon            |            | [ 6 ] |
| 2016 | Street Fighter V                  | Blanka                  |            | [ 6 ] |
| 2016 | Tales of Zestiria the X           | Bartlow                 |            | [ 6 ] |
| 2017 | Fire Emblem Heroes                | Bruno, Cain, Navarre    |            | [ 6 ] |
| 2017 | Injustice 2                       | Barry Allen / The Flash |            | [ 6 ] |
| 2018 | Sushi Striker: The Way of Sushido | Masa                    |            | [ 6 ] |